# Agata Błażowska
Agata Błażowska (ur. 30 marca 1978 w Gdańsku) – polska łyżwiarka figurowa, startująca w parach tanecznych z Marcinem Kozubkiem. Uczestniczka mistrzostw świata i Europy, brązowa medalistka zimowej uniwersjady (1999), medalistka zawodów międzynarodowych oraz mistrzyni Polski (1999). Zakończyła karierę sportową w 2002 roku.

## Osiągnięcia

### Z Marcinem Kozubkiem
| Zawody                                | 93–94          | 94–95          | 95–96          | 96–97          | 97–98          | 98–99          | 99–00          | 00–01          | 01–02          |                |                |                |                |                |                |                |                |
| Międzynarodowe                        | Międzynarodowe | Międzynarodowe | Międzynarodowe | Międzynarodowe | Międzynarodowe | Międzynarodowe | Międzynarodowe | Międzynarodowe | Międzynarodowe | Międzynarodowe | Międzynarodowe | Międzynarodowe | Międzynarodowe | Międzynarodowe | Międzynarodowe | Międzynarodowe | Międzynarodowe |
| ------------------------------------- | -------------- | -------------- | -------------- | -------------- | -------------- | -------------- | -------------- | -------------- | -------------- | -------------- | -------------- | -------------- | -------------- | -------------- | -------------- | -------------- | -------------- |
| Mistrzostwa świata                    |                |                |                |                |                |                |                | 20             |                |                |                |                |                |                |                |                |                |
| Mistrzostwa Europy                    |                |                |                |                |                |                | 14             |                |                |                |                |                |                |                |                |                |                |
| GP Sparkassen Cup on Ice              |                |                |                |                |                |                |                | 9              | 6              |                |                |                |                |                |                |                |                |
| GP Cup of Russia                      |                |                |                |                | 7              |                |                |                | 7              |                |                |                |                |                |                |                |                |
| Finlandia Trophy                      |                |                |                |                |                |                |                | 4              |                |                |                |                |                |                |                |                |                |
| Golden Spin of Zagreb                 |                |                |                |                | 5              | 4              | 6              |                |                |                |                |                |                |                |                |                |                |
| Lysiane Lauret Challenge              |                |                |                |                | 7              |                |                |                |                |                |                |                |                |                |                |                |                |
| Memoriał Ondreja Nepeli               |                |                |                |                | 1              |                | 1              | 4              |                |                |                |                |                |                |                |                |                |
| Memoriał Karla Schäfera               |                |                |                |                |                | 4              |                |                | WD             |                |                |                |                |                |                |                |                |
| Skate Israel                          |                |                |                |                | 6              | 3              | 2              | 4              |                |                |                |                |                |                |                |                |                |
| PFSA Trophy                           |                |                |                |                | 1              |                |                |                |                |                |                |                |                |                |                |                |                |
| Tallinn Cup                           |                |                |                |                |                | 1              |                |                |                |                |                |                |                |                |                |                |                |
| Zimowa uniwersjada                    |                |                |                |                |                | 3              |                | 4              |                |                |                |                |                |                |                |                |                |
| Międzynarodowe: Kategorie młodzieżowe |                |                |                |                |                |                |                |                |                |                |                |                |                |                |                |                |                |
| Mistrzostwa świata juniorów           | 18             |                | 15             | 3              |                |                |                |                |                |                |                |                |                |                |                |                |                |
| Autumn Trophy                         |                |                |                | 2 J            |                |                |                |                |                |                |                |                |                |                |                |                |                |
| Blue Swords                           |                | 7 J            |                | 2 J            |                |                |                |                |                |                |                |                |                |                |                |                |                |
| Grand Prix International St. Gervais  |                |                |                | 4 J            |                |                |                |                |                |                |                |                |                |                |                |                |                |
| Memoriał Pavla Romana                 |                |                | 1 J            |                |                |                |                |                |                |                |                |                |                |                |                |                |                |
| PFSA Trophy                           |                | 2 J            |                | 1 J            |                |                |                |                |                |                |                |                |                |                |                |                |                |
| Krajowe                               |                |                |                |                |                |                |                |                |                |                |                |                |                |                |                |                |                |
| Mistrzostwa Polski                    |                |                |                |                | 2              | 1              | 2              | 2              | 2              |                |                |                |                |                |                |                |                |

### Z Tomaszem Jekielem
| Mistrzostwa Polski | 3 |